# Fondazione Luigi Einaudi
La Fondazione Luigi Einaudi è un centro di ricerca culturale nel campo della politica e della economia, fondata a Roma nel 1962 per iniziativa di Giovanni Malagodi.

## Attività
La Fondazione non ha scopo di lucro ed è impegnata nella ricerca culturale e nella diffusione delle idee liberali attraverso la promozione di convegni, pubblicazioni, mostre ed eventi culturali, corsi di formazione e la Scuola di liberalismo. La Fondazione ha un Comitato Scientifico diviso in cinque settori di attività: Giustizia, Economia, Relazioni internazionali, Ricerca, Storia e Filosofia.

## Storia
La Fondazione ha avuto tra i suoi soci fondatori importanti realtà italiane dell'economia e della finanza, come la Banca d'Italia, l'IRI, la Fiat, la Comit, il Credito italiano, Mediobanca, le Assicurazioni Generali, la Olivetti e la Techint.
Per molti anni dalla sua istituzione la Fondazione è stata legata al Partito Liberale Italiano, un rapporto stretto ma di reciproca autonomia. Nel 1984 una modifica dello statuto ha eliminato ogni riferimento alla presenza del segretario del PLI dal consiglio direttivo della Fondazione, che è diventata così indipendente dal partito. Da quegli anni la Fondazione inizia un'attività di studio e ricerca completamente imparziale da ogni partito anche nella diffusione della cultura liberale.
Nel 2011 la Fondazione avvia un progetto per la valorizzazione degli scritti di Luigi Einaudi che si conclude nel 2013, grazie all'autorizzazione concessa dalla famiglia Einaudi alla riproduzione delle opere, con la pubblicazione via web dell'opera omnia di Einaudi. Il progetto, che si avvale anche della cooperazione della Fondazione Luigi Einaudi di Torino per il reperimento dei testi di Einaudi, è stato finanziato dalla Provincia di Cuneo.
Nel 2015 la Fondazione diventa Onlus, dal 1 gennaio 2019 è membro dell'European Liberal Forum, la rete delle Fondazioni liberali europee. È anche membro effettivo dell'Internazionale Liberale e del Partito dell'Alleanza dei Liberali e dei Democratici per l'Europa (ALDE).

## Biblioteca
La Fondazione ha una biblioteca che si è formata nel tempo dal primo lascito di libri donati da Alberto Giovannini. La biblioteca è composta da diverse centinaia di volumi di scienze sociali, storia ed economia politica. La biblioteca ha una sezione di libri relativi alla storia Partito Liberale e al pensiero liberale italiano e straniero, anche con pubblicazioni in lingua inglese. Dal 2004 è collegata al Servizio bibliotecario nazionale.

## Archivio
La Fondazione possiede un Archivio storico, composto da diversi fondi dichiarati di notevole interesse storico dalla Soprintendenza archivistica per il Lazio.

## Presidenti dal 1962[5]
1962 – 1967 Gaetano Martino

1967 – 1969 Ruggero Moscati

1969 – 1977 Vittorio Badini Confalonieri

1977 – 1985 Franco Mattei

1985 – 1990 Giancarlo Lunati

1990 – 2007 Valerio Zanone

2007 – 2011 Roberto Einaudi

2011 – 2016 Mario Lupo

2016 – oggi Giuseppe Benedetto
Fra le storiche iniziative dell’ente figura la Scuola di Liberalismo, diretta per 29 anni dallo storico Enrico Morbelli.
Dal 2017, con l’avvento della Presidenza Benedetto, il CdA della Fondazione nomina nuovo direttore della Scuola di Liberalismo il giornalista politico Simone Santucci. 
Negli anni successivi la Fondazione opterà per la nomina di altrettanti direttori per ciascuna edizione tra i quali Sabato Vinci, Corrado Ocone e Lorenzo Infantino.
Tra i vincitori della borsa di studio della Scuola si ricordano, tra gli altri, Nicola Porro e Beatrice Lorenzin